# NGC 2403
NGC 2403 és una galàxia espiral intermèdia que s'hi troba a sol vuit milions d'anys llum de distància en direcció a la constel·lació de la Girafa. La seva extensió és de 75.000 anys llum i la seva magnitud aparent 8,9. S'hi pot veure fàcilment amb binocles de 10 x 50 i va ser descoberta per William Herschel en 1788.
En NGC 2403 es poden observar diverses aglomeracions a causa del gran nombre de regions H II de formació estel·lar en els seus braços espirals, sis d'ells molt grans (fins a 2000 anys llum de grandària) i lluminosos, amb propietats similars a les de 30 Doradus en el Gran Núvol de Magalhães o NGC 604 en M33. El seu braç nord connecta amb el núvol estel·lar NGC 2404. Forma part del Grup M81 i del Núvol de Galàxies Coma-Escultor. De fet, és una de les galàxies espirals més properes a la Via Làctia a part de les del Grup Local. La seva morfologia i característiques són similars a les de la Galàxia del Triangle, i és també la primera galàxia fora del Grup Local en la qual es van descobrir estels variables del tipus cefeida.
Sobre la base d'estudis realitzats de les fonts de rajos X existents en aquesta galàxia, s'ha suggerit que ha pogut haver experimentat recentment un esclat d'estrelles. Això es contradiu, no obstant, amb altres estudis que mostren que la taxa de formació estel·lar de NGC 2403 és 100 vegades menor que la de la M83 i 40 vegades menor que la de la M51, així com per la presència en ella de les grans regions de formació estel·lar esmentades.
S'han observat dues supernoves en la galàxia: SN 1954J i SN 2003dj.